# Diaea giltayi
Diaea giltayi är en spindelart som beskrevs av Roewer 1938. Diaea giltayi ingår i släktet Diaea och familjen krabbspindlar. Inga underarter finns listade i Catalogue of Life.